# Społeczny inspektor pracy
Społeczny inspektor pracy (właśc. zakładowy społeczny inspektor pracy – zsip) – pracownik danego zakładu pracy, który jest członkiem związku zawodowego i nie zajmuje stanowiska kierownika zakładu pracy lub stanowiska kierowniczego bezpośrednio podległego kierownikowi zakładu. Zakładowe organizacje związkowe mogą postanowić, że społecznym inspektorem pracy może być również pracownik zakładu niebędący członkiem związku zawodowego. Sprawowanie funkcji społecznego inspektora pracy stanowi służbę społeczną, pełnioną przez pracowników dla zapewnienia przez zakłady pracy bezpiecznych i higienicznych warunków pracy oraz ochrony uprawnień pracowniczych określonych w przepisach prawa pracy.
Społeczny inspektor pracy może być wybrany lub odwołany przez pracowników zakładu pracy. Społeczni inspektorzy pracy wybierani są na okres 4 lat. Wybory przeprowadzają zakładowe organizacje związkowe. W przypadku gdy zsip nie wywiązuje się ze swoich obowiązków, może zostać, na zasadach określonych w ustawie, odwołany przed upływem okresu, na który został powołany.
Do praw i obowiązków zsip należą:
- kontrola stanu budynków, maszyn, urządzeń technicznych i sanitarnych oraz procesów technologicznych z punktu widzenia bhp;
- kontrola przestrzegania przepisów prawa pracy, m.in. postanowień układów zbiorowych i regulaminów pracy;
- uczestniczenie w kontroli przestrzegania przepisów dotyczących ochrony środowiska naturalnego;
- branie udziału w analizie przyczyn powstawania wypadków podczas pracy, zachorowań na choroby zawodowe oraz kontrola stosowania przez zakład pracy właściwych środków zapobiegawczych w tym kierunku.

Aby społeczny inspektor pracy mógł realizować swoje uprawnienia, ma prawo do dostępu w każdym czasie do pomieszczeń i urządzeń zakładu pracy, a także otrzymywanie od osób kompetentnych niezbędnych informacji oraz okazania mu dokumentów w sprawach wchodzących bezpośrednio w zakres jego działania. Środkiem prawnym, jakim dysponuje społeczny inspektor pracy, jest zalecenie. Może ono dotyczyć usunięcia w określonym terminie stwierdzonych uchybień bądź też wstrzymania pracy urządzeń lub określonych robót w przypadku bezpośredniego zagrożenia mogącego spowodować wypadek przy pracy. Zalecenie nie jest decyzją administracyjną, lecz jest to forma władczego działania zakładowego społecznego inspektora pracy wobec pracodawcy, który ma obowiązek zapewnić jego wykonanie.
Zakładowy społeczny inspektor pracy powinien mieć co najmniej pięcioletni staż pracy w branży, do której należy zakład, i co najmniej dwuletni staż pracy w danym zakładzie oraz powinien wykazywać się znajomością zagadnień wchodzących w zakres działania społecznej inspekcji pracy. W celu ochrony prawnej ustawa przewiduje, iż zakład pracy nie może wypowiedzieć ani rozwiązać umowy o pracę z pracownikiem pełniącym funkcję społecznego inspektora pracy w czasie trwania kadencji oraz w okresie roku po jej wygaśnięciu, chyba że zachodzą przyczyny uzasadniające rozwiązanie umowy o pracę bez wypowiedzenia (np. ewidentne przekroczenie uprawnień lub stwierdzenie stanu nietrzeźwości w pracy).
Społeczni inspektorzy pracy współdziałają z Państwową Inspekcją Pracy (PIP) i innymi organami nadzoru i kontroli warunków pracy.